# El Be Negre
El Be Negre va ser un setmanari satíric i polític català dirigit per Josep Maria Planes i Martí que va tenir una trajectòria estretament lligada a l'existència de la Segona República Espanyola. Va néixer el 23 de juny de 1931, dos mesos després de la proclamació de la Segona República, i va desaparèixer el 15 de juliol de 1936, abans de l'inici de la Guerra Civil espanyola després d'haver realitzat un total de 245 números. Va tenir un intent (frustrat) de continuació en el setmanari satíric Amb Potes Rosses el 1979.

## Història

### Origen
El seu origen està relacionat amb el setmanari de literatura, art i política El Mirador, que va ser fundat per Amadeu Hurtado, i el diari La Publicitat, lloc de provinença de bona part dels col·laboradors del setmanari. Els promotors més rellevants d'aquesta publicació van ser Josep Maria Planes, Rossent Llates i Just Cabot. Tots tres es van encarregar de buscar col·laboradors i formes de finançament per emprendre l'aventura del nou setmanari.
La revista Le Canard Enchainé va servir com a inspiració en la creació de El Be Negre, ja que aquest va seguir una línia satírica similar; a més de servir també d'inspiradora a l'hora de donar-li nom, tal com ho explica Joaquim Ventalló al llibre El Be Negre i els seus homes de Lluís Solà i Dachs: "Una vegada vaig dir que el dia que em vagués faria un periòdic com aquell i que es diria el Be Negre per allò de ‘I un be negre amb potes rosses', que acostumem a dir quan no ens acabem de creure una cosa o quan es tracta d'un assumpte per fer-hi broma. Se'm va acudir aquest nom i el vaig comentar a alguns amics; algú el devia fer córrer perquè un dia em va venir a trobar en Josep Maria Planes i em va preguntar si em faria res que li poséssim aquest nom a un setmanari satíric que anaven a fer. Li vaig dir de seguida que no tenia pas registrat el nom i que jo ho podrien fer quan volguessin".
Malgrat el seu interès, Joaquim Ventalló, escriptor, periodista i polític; no va poder participar de la publicació, ja que en el moment de la seva fundació ell exercia com a regidor d'Esquerra Republicana de Catalunya a l'Ajuntament de la ciutat de Barcelona.
D'altra banda, però, la publicació també va rebre una clara influència de la premsa satírica catalana tradicional com és el cas de revistes com Papitu, on va col·laborar el mateix Planes, La Campana de Gràcia i/ o L'Esquella de la Torratxa. Tot i això, el Bé Negre va destacar sobre la resta pel seu humor de to discret, mordaç, sarcàstic i, sobretot, provocador. Amb tot això, el primer número del setmanari El Be Negre veuria la llum el 23 de juny de 1931.

### Política i censura
Si hi ha quelcom que va fer destacar especialment aquesta publicació va ser la sàtira relacionada amb la política, on va mostrar una crítica implacable amb tot i tothom, tot i que es pot entreveure una certa simpatia amb les polítiques catalano-progressistes d'Acció Catalana, partit en el qual militava el seu director, Josep Maria Planes. Tot i això, el setmanari no es va mostrar partidista en cap moment i és per això que Acció Catalana també va ser víctima de les seves crítiques.
Val a dir que d'altres forces polítiques i sindicals, així com els seus dirigents, van rebre la crítica de la publicació amb tot el seu pes. Aquest va ser el cas del Partido Radical d'Alejandro Lerroux i alguns dels seus membres com Emiliano Iglesias, Joan Pich i Pon i el mateix Lerroux.
La Lliga Regionalista va ser també fortament atacada pel setmanari català, el qual va fer referències constants al seu conservadorisme, oportunisme i als seus ideals pro monàrquics; així com la FAI, a conseqüència de la violència urbana que va protagonitzar durant aquells anys, especialment a partir de l'assassinat del membre d'Estat Català, Miquel Badia. Aquesta crítica va portar greus conseqüències per Josep Maria Planes que va morir assassinat a mans d'un escamot d'anarquistes d'aquesta organització sindical el 24 d'agost de 1936. Estat Català també va ser fortament atacat pel Be Negre, especialment arran de l'atac que van realitzar els seus escamots a la impremta NAGSA, lloc d'impressió del setmanari.
Tot i que el Be Negre era una publicació que se centrava sobretot en la política catalana i espanyola, les seves crítiques també van arribar a la política internacional, especialment al feixisme i al nazisme de Benito Mussolini i Adolf Hitler.
Pel que fa a la censura, el setmanari Be Negre en va patir, especialment durant el període comprés entre finals de l'any 1933 i principis del 1936. Inicialment i com a forma de protesta, el setmanari mostrava els espais en blanc d'aquells textos que havien estat censurats però, un cop es va prohibir aquesta acció, van decidir omplir aquests blancs amb línies tipogràfiques de puntets, cosa que més tard també els van impedir. Van ser molt diverses i originals les formes en què el Be Negre va voler mostrar l'acció que exercia la censura sobre la publicació. En dues ocasions, però, els problemes van anar molt més enllà de la censura i la publicació va ser suspesa governativament: la primera arran dels fets del 6 d'octubre de 1934, els quals van suposar una suspensió de dues setmanes; i la segona de l'11 de setembre del 1935 fins al 29 de gener de 1936. En aquest darrer supòsit, el setmanari va ser suspès indefinidament per un delicte de desobediència per no portar les proves a la censura, cosa per la qual va haver de pagar una multa de cinc mil pessetes i que, a més, va suposar una ordre de detenció contra el seu director, Josep Maria Planes, que es va veure obligat a fugir a París.

### Intent de recuperació
Amb Potes Rosses fou un setmanari satíric del 1979 que va ser l'intent (que no va prosperar) de recuperar el setmanari satíric barceloní El Be Negre (1931-1936 inspirat en el francès Le Canard enchaîné). Va tenir una edició de 11 números, del 23 de març del 1979 fins al 2 de juny de 1979. Va sortir un número preliminar amb el títol: El Be negre, any 48, núm. 246 (15 març 1979), que continua simbòlicament la numeració de: El Be negre (1931-1936). Va ser editat per Edicions La Pilota a l'Olla.

## Descripció[calcitació]

### Aspectes tècnics
En el que respecta al seu format, aquest va ser de 50x34 centímetres fins al número 86. A partir d'aquest, però, el setmanari va augmentar lleugerament en la seva mida passant als 52x38 centímetres. La publicació estava elaborada, normalment, a quatre pàgines i tenia un preu de venda de 20 cèntims, el qual augmentava a 30 cèntims quan aquesta es feia a vuit pàgines. La seva impressió, a NAGSA, Mendizábal, Impresos Costa i Imprenta Industrial, era a una o dues tintes.
Al principi la revista només presentava dibuixos i text, però més endavant, fins i tot, es van incorporar algunes fotografies, val a dir que no d'actualitat sinó curioses. La primera pàgina estava reservada als articles i acudits sobre l'actualitat, mentre que les seccions fixes es trobaven a l'interior.

### Seccions
Al setmanari Be Negre hi havia algunes seccions que es publicaven de forma més o menys regular i que, generalment, eren d'obra col·lectiva.
- Ovelles esgarriades. En aquesta secció es feien comentaris de les errades i ridiculeses que havien anat apareixent a la premsa d'aquell temps.
- I un bé! En aquesta secció es presentaven notícies curtes i fantasioses o bé comentaris breus i punyets sobre fets de l'actualitat.
- Amb el cor a la mà! Aquesta secció incloïa interpretacions ambigües o enganyoses d'esdeveniments tractats amb molta càrrega satírica.
- El Be a la Cibeles. Aquesta secció representava ser una crònica des de Madrid i només apareixia en aquells casos on es produïen esdeveniments importants.
- Els Bens Florals. En aquesta secció, una poesia s'encarregava de fer el resum d'alguna situació de l'actualitat. En un principi es va encarregar d'ella Josep Maria de Segarra. Més tard, Joan Cortès i Vidal, ajudat algunes vegades per Rossend Llates, va ser l'encarregat de continuar-la.
- La Borsa o la Vida. Aquesta secció era una borsa dels valors que feien referència a fets polítics.

La publicació també comptava amb un seguit de seccions especialitzades, normalment realitzades per un redactor concret, i que es referien a aspectes de la cultura o de la societat.
- El Be... lasques. Secció dedicada a l'art.
- El Be a les fosques. Secció dedicada al cinema.
- Molt béé! Secció dedicada al teatre.
- El Be...rnat Metge. Secció dedicada a la literatura.
- El Be...thoven. Secció dedicada a la música
- L'Agnus Dei. Secció dedicada a la religió.

La publicació també va comptar amb altres seccions que van tenir una vida més efímera i que van sorgir de forma esporàdica.
- Correu-hi tots. Secció dedicada a la correspondència de lectors.
- Be...nèfic.
- Be universitari.
- El Be...n plantat. Secció dedicada a l'esport.
- El Bé de fora. Secció que es dedicava a comentar fets sobre i des de les comarques catalanes.

## Personal

### Director
En els seus cinc anys de vida com a publicació, el setmanari El Be Negre només va conèixer un únic director: Josep Maria Planes. Des de la seva aparició el 23 de juny de 1931 i fins a la seva mort el 24 d'agost del 1936 en mans d'un dels escamots de la FAI, Josep Maria Planes La seva participació en la publicació satírica li va fer guanyar-se diversos enemics entre els escamots d'Estat Català i de les FAI, la qual cosa va finalitzar amb fatals conseqüències.

### Redactors i col·laboradors
- Josep Maria Planes. Director i ànima del Be Negre.
- Àngel Ferran. Redactor principal.
- Francesc Fontanals i Mateu (Soka). Dibuixant.
- Màrius Gifreda. Administrador.
- Rossend Llates. Un dels fundadors i col·laborador en diferents articles.
- Valentí Castanys. Estada de dos anys com a dibuixant principal.
- Avel·lí Artís-Gener (Tísner). Escriptor i dibuixant.
- Andreu Avel·lí Artís i Tomàs (Sempronio). S'encarregava de la secció "Molt béé!".
- Ernest Guasp
- Josep Maria de Sagarra. Encarregat de "Els Bens Florals"
- Joan Cortés i Vidal. Substitut de Josep Maria de Segarra a la secció "Els Bens Florals" i dibuixant (a vegades sota el pseudònim "Mosca").
- Manuel Amat
- Joaquim Muntañola
- Josep M. Xicota
- Carles Sindreu
- Enric Fernàndez i Gual
- Salvador Mestres
- Feliu Elias (Apa)
- Romà Bonet (Bon)
- Eugeni Xammar (Peer Gynt)